# Cuatrillo
En música, un cuatrillo es un grupo de valoración especial que equivale a 6 figuras de las cuatro que constituyen el mismo. El efecto del cuatrillo es el de obtener subdivisión binaria donde sería ternaria; por ejemplo: un cuatrillo de cuatro semicorcheas en compás de seis por ocho ocupan el lugar de seis semicorcheas y por lo tanto equivalen a un tiempo. Se indica con un 4 en un corchete sobre las figuras.
El cuatrillo se puede ver como un dosillo en el que cada figura se ha subdividido, así, un cuatrillo de semicorcheas equivaldría a un dosillo de corcheas y por tanto a tres corcheas, es decir, seis semicorcheas. Se dice del cuatrillo que es un grupo de valoración especial por ampliación debido a que las semicorcheas del ejemplo anterior, al ser 4 en el tiempo de 6, se amplían, es decir, son más largas.
No obstante, y siendo lo anterior lo más común, hay autores, entre ellos H. Riemann, para quienes el cuatrillo es una agrupación de 4 notas en vez de tres de la misma especie. En este caso se trataría de un grupo de valoración especial por reducción, ya que entrarían 4 en el tiempo de tres y por tanto serían más rápidas. Un ejemplo sería un tiempo en 6 por 8 constituido por un cuatrillo de corcheas. Hay que destacar ahora que este cuatrillo ya no derivaría de un dosillo no subdividido, como ocurre en el caso común, a no ser que se aceptara el dosillo como grupo excedente, cosa poco habitual, es decir, que un dosillo de negras pudiera representar a tres corcheas en vez de a tres negras.
Cuando un cuatrillo representa a 6 de la misma especie se dice que es un grupo deficiente (contiene dos figuras menos de la misma especie). Cuando representa a 3 de la misma especie se dice que es un grupo excedente (contiene una figura más de la misma especie).